# Les Trois Royaumes : Le Destin du dragon
Pour les articles homonymes, voir Trois Royaumes.
Les Trois Royaumes : Le Destin du Dragon (en chinois : 傲世三国) est un jeu de stratégie en temps réel inspiré de faits historiques réels (relatés par Chen Shou dans ses Chroniques des Trois Royaumes), développé par Overmax Studios pour Object Software, deux entreprises basées à Pékin (Chine). Il a été diffusé en Europe par l'éditeur anglais Eidos Interactive.

## Contexte historique
An 184 apr. J.-C.. La glorieuse Dynastie Han commence alors son déclin. Dès lors, et ce jusqu'en 220, l'Empire va perdre de sa splendeur. Celui-ci se divisera alors en trois empires distincts. Pour plus de détails, voir l'article concernant l'époque des Trois Royaumes.

## Principe général du jeu
Dans ce titre, le joueur a, comme à l'accoutumée, le choix entre plusieurs modes de jeu : campagne et « escarmouche » (partie rapide). Le premier mode lui permet d'endosser le rôle du dirigeant de l'un des trois empires : Cao Cao, Liu Bei ou Sun Quan. Comme l'on peut s'en douter, il faudra faire face à plusieurs missions, et cela dans le seul but de réunifier la Chine sous son égide. Le second mode est tout aussi classique, le joueur devant livrer bataille sur une carte de son choix selon les paramètres de jeu qu'il a défini. Notons, tout de même, que les univers de jeu sont définis à l'avance et ne peuvent pas être générés aléatoirement.

## Points forts

### Les citoyens
Les développeurs ont introduit dans le jeu de nombreux éléments de stratégie innovants afin de donner un attrait supplémentaire au jeu. Par exemple, les citoyens, outre les habituelles tâches de collecte de ressources (on en trouve sept dans le jeu : bois et fer ; viande et blé, qui servent à créer nourriture et alcool ; ainsi que l'or, généré grâce à l'impôt) ou de construction de bâtiments, servent directement à créer les unités militaires : on les envoie dans la caserne et au bout de leur formation, deviennent soit archer, spadassin, piquier, ou s'enrolent dans les troupes d'élite. Ils sont également utilisés dans les ateliers de siège ou dans les écuries afin de « créer » respectivement des instruments de siège ou des chevaux.

### Soldats et instruments de siège
Les soldats, répartis en trois grandes classes : archers, piquiers et spadassins, possèdent chacun leurs propres aptitudes mais ils peuvent tous monter sur les chevaux d'un clic de souris. Ainsi, le joueur ne crée pas d'unité de cavalerie directement mais doit élever des montures à l'écurie ou en capturer sur le terrain afin d'en disposer. 
Les instruments de siège sont quant à eux variés. En plus de la traditionnelle catapulte, on peut notamment faire passer les soldats par-delà les murailles cerclant chacune des villes. Cela se fait au moyen d'échelles s'appuyant sur ces fortifications ou bien grâce à des instruments volants similaires à des parapentes ! 
Il existe également des unités fluviales (jonque) et navales (sampan), mais celles-ci ont un rôle négligeable dans la partie...

### L'univers de jeu
Ces villes ont par ailleurs été représentées d'une manière un peu spéciale : sur la carte de jeu générale, chacune d'elles est représentée par une sorte de château, dans lequel les unités peuvent pénétrer afin de rentrer dans la ville, changeant ainsi de surface de jeu pour parvenir à une échelle plus petite.

### Pour gagner
Pour gagner la partie, le joueur doit, s'il y a lieu, capturer le plus possible de villes neutres et de « cantons » (petits villages disséminés sur la carte principale, rapportant chaque mois un montant en or) et capturer toutes les villes adverses en capturant le tribunal présent au centre de chacune des cités.

### Les héros et distinctions militaires
Ce palais est souvent gardé par plusieurs héros, qui se répartissent en deux catégories ; ceux-ci peuvent être recrutés dans l'auberge (à raison d'un par mois par auberge) contre un montant élevé d'or, et peuvent être nommés à plusieurs postes honorifiques : quatre sont destinés à la gestion politique de la ville (sécurité publique, affaires administratives, responsable scientifique, sacrificateur), les deux derniers devant impérativement être affectés afin de pouvoir construire respectivement académie nationale (là où sont recherchées toutes les technologies du jeu, classées par catégorie) et temple (lieu où les Dieux peuvent être implorés afin d'éviter les catastrophes, qui interviennent périodiquement dans votre ville et qui vous coûtent des ressources et endommagent les bâtiments). Il est aussi possible d'attribuer des titres honorifiques aux soldats afin d'améliorer leurs compétences de combat.

## Les modes multijoueur
Le jeu dispose de plusieurs modes de jeu en multijoueur, en LAN ou sur Internet, et chaque partie peut faire intervenir jusqu'à 8 joueurs.

## Jeux dérivés
- Un add-on, nommé Dragon Throne, a été commercialisé peu après la sortie du jeu sous la forme d'un stand-alone.
- Un client multijoueur, Fate of the Dragon On-Line a été par la suite mis sur le marché chinois exclusivement.
- Une suite du jeu, Fate of the Dragon II, a été annoncée pour l'année 2004 mais son développement a été arrêté pour laisser place à celui de FODOL. Depuis la diffusion grand public de screenshots annonçant un nouveau moteur 3D et un nombre supérieur d'unités sur le champ de bataille, le jeu n'a plus jamais refait parler de lui.

## Accueil
| Le Destin du Dragon   |      |       |
| Média                 | Pays | Notes |
| Computer Gaming World | US   | 2.5/5 |
| GameSpot              | US   | 74 %  |
| Gen4                  | FR   | 15/20 |
| IGN                   | US   | 80 %  |
| Jeuxvideo.com         | FR   | 14/20 |
| Joystick              | FR   | 65 %  |
| PC Zone               | UK   | 77 %  |
| Compilations de notes |      |       |
| Metacritic            | US   | 71 %  |